# 1959年の日本の女性史
本項目1959年の日本の女性史（1959ねんのにほんのじょせいし）では、1959年（昭和34年）の日本における女性に関するできごとを時系列的に挙げる。参考文献は日本の女性史年表を参照のこと。
本項目は歴史研究としての女性史ではなく、日本における女性に関するできごとをある体系に基づいて述べようとするものではない。

## 1～3月
- 1月9日 NHK、東京・広島・札幌・福岡の4局にラジオ視聴者のサークル「婦人学級」を設置。「婦人百科」など料理・手芸番組の基礎となる。
- 1月28-29 第4回全国農協婦人大会、組織・生活改善・学習の3分科会、1300人参加。
- 1月- 呉羽紡績（現・東洋紡）、既婚永年勤続女子従業員を大量に解雇。退職予定者受付という名目で。
- 2月- 労働省婦人少年局、主婦の自由時間調査結果を発表。

2000名の主婦を対象に調査。
自由時間：1～2時間が35%、3～4時間が23%、全く無いもの24%
自由時間の過ごし方は：読書・ラジオ・テレビ・裁縫や繕い物・子供の相手、が多く、社会的活動に週1時間以上の時間を割くものは3%
- 2月12日 山陽新聞労働組合、結婚退職制を撤回させる。
- 2月19日 東京電力、結婚退職制案等提示

3月末の労働協約更新にそなえ、労働組合が定年の5年延長と労働時間短縮を要求したのに対して、東京電力は現在結婚している女子は9月末迄に、9月以降結婚するものは結婚後6ヵ月以内に退職させるという案を提示した。
同社従業員のうち女子は6%1,700人。うち約35%600人が既婚者であり、平均勤続年数9.4年・年齢29.8歳・給与17,000円で、一般企業に比し年齢が高く不経済というのが東京電力側の提示理由。
労働組合は強く反対。東京電力女子従業員は当時のいわゆる花形OLで労働者意識が弱かったが、この会社案に強く反発して労働組合に結集した。憲法違反であるというマスコミの非難もあり、結局この会社案は撤回された。
- 2月21-22日 全国公立小・中学校婦人校長研究大会、東京都立日比谷図書館で。教育の諸問題・婦人教師のあり方などについて討議。
- 3月5日 主婦連、第1回消費者ゼミナール開催。「生産をにぎっている婦人と消費者である婦人が結びついてこそ初めて政治の監視ができる」と。以後毎年
- 3月5日 売春防止のための啓発映画『愛することと生きること』試写会 。

木村荘十二監督。19歳の売春婦を主人公に売春防止法施行後1周年の実態を描いた。
- 3月5-6日 第1回新生活と貯蓄全国婦人大会、新生活運動協会など主催、主婦連など協賛、以後毎年開催。
- 3月6日 全逓青年婦人部、結婚資金3万円要求。
- 3月14日 全電通（現・NTT労働組合）東京市外電話局で職場託児所開所。4月 浜松電話局でも。
- 3月22-23日 第4回はたらく婦人の中央集会、2000名参加。労働条件・教育・生活・平和問題等について10分科会・全体集会で討議。合理化反対・最低賃金制確立・安保改定反対・核武装反対等を決議。
- 3月26日 簡易生命保険法が改正され、家族保険が創設される。
- 3月20日 徳島ラジオ商殺し事件、最初の再審請求

1953年（昭和28年）11月5日、徳島市でラジオ商（現在でいう電器店）が殺害され、妻の富士茂子が殺人犯として逮捕された。茂子は一貫して無実を訴えたが、1956年（昭和31年）4月18日、徳島地裁で殺人罪による懲役13年の判決を受けた。物的証拠が無く、ラジオ商の店員であった2証人の証言だけを有罪の根拠としたものだった。茂子は直ちに控訴したが、1957年（昭和32年）12月 高松高裁は控訴を棄却。最高裁に上告したが、1958年（昭和33年）5月11日 茂子は突然上告を取下げた。子供達の教育費等を確保するため、裁判費用の捻出を諦めたのだった。これにより、夫殺しの汚名を着たまま茂子の有罪が確定した。
富士茂子と夫は2人とも過去に2度の結婚失敗の経験があり、結婚届けを出していない、現在でいう事実婚であった。茂子はこの結婚前まで酒場を経営しており、夫はその客だった。夫には先妻の子が高校生を頭として4人おり、茂子と夫との間に9歳の女子があった。5人の子の全員が茂子を母として慕っていたことは後に裁判所も否定できなかった。
夫は事業の成功者であり、野心家でもあった。家業である電器店の経営は順調で、テレビ・ラジオの民間放送の開始に着目して「テレビ徳島」設立を計画し認可も得て、1953年（昭和28年）5月、徳島駅前にビル建設にとりかかった。まだバラックの店も残る駅前周辺で「テレビ徳島」の看板を掲げた鉄筋コンクリート3階建てビル工事は人々の目を引いたという。経理に精通した妻茂子は事業の才能もあり、事業面でも夫の片腕であった。夫の事業における茂子の功績については判決でも評価されている。
逮捕後、このような茂子について、地元新聞は「狡智」「勝気」「男まさり」「鬼のような…」と書き、また、事実婚であったことをとらえて「入籍してもらえないことを恨み、奸計を…」と書き立てた。これにより茂子は地元の女性達から"許されざる女"の烙印が押された。公判の傍聴席には「鬼ババア！」「人殺し！」「死刑にしろ！」と叫ぶ大勢のヤクザの一団とともに、不思議なことに、大勢の中年女性達の姿があった。この後長年に亘って茂子を苦しめたものは不可解な司法の理不尽さだけでなく、同性から受ける"許されざる女"という容赦のない性差別だった。
茂子の無実を信じ早い時期から茂子を支援したのは、揶揄的に"翔んでる女性"と云われながら女性解放運動の先頭に立つ市川房枝・神近市子・瀬戸内晴美等だった。彼女等は茂子の死後の無罪確定を見届けるまで終始変わらぬ支援者だった。
1956年（昭和31年）4月、徳島地裁で初の判決があった夜、茂子の親族と夫の親族は共に、茂子の無実の罪を晴らしたいという意思を確認し合った。
親族の期待を背に茂子の姪の夫である渡辺倍夫（わたなべ ますお）は、行方不明となっていた2証人を2年間に亘る執念の追跡により捜し出し、1958年（昭和33年）8月と10月、2人から証言は検察の強制・誘導による偽証であったという供述を得た。これにより茂子の"有罪の根拠"は無くなった。
獄中の茂子に代わって控訴審などを進めたのは、茂子や殺害された夫の親族・先妻の子達であり、渡辺倍夫は常にその中心にいた。彼は度重なる敗訴で挫折しそうになる茂子や親族を励まし、更なる再審訴訟を進めた。彼を突き動かしたのは裁判のあまりもの理不尽さへの憤りだった。無実を信じる弁護士や数少ない報道関係者・瀬戸内晴美等の支援者も彼を精神的に支えた。
1958年（昭和33年）5月10日 奇しくも茂子の上告の取下げと同時期、静岡県警沼津署に真犯人と名乗る男が自首。しかし、徳島署に問合せ「この事件は解決済み」という回答を得て沼津署は5日後に彼を釈放した。
1959年（昭和34年）3月、最初の再審請求を高松高裁に起したが、11月5日管轄の違いを理由に提訴を棄却。11月9日 徳島地裁に第2次再審請求を起こしたが、1960年（昭和35年）12月9日 徳島地裁は再審請求を棄却。12月12日 高松高裁に即時抗告、1961年（昭和36年）8月 高松高裁は即時抗告を棄却。9月4日 最高裁に特別抗告、1962年（昭和37年）6月 最高裁は特別抗告を棄却。1962年（昭和37年）10月23日 徳島地裁に第3次再審請求、1963年（昭和38年）3月 徳島地裁は第3次再審請求を棄却。2証人の偽証の告白は告白自体が偽証であるとし、渡辺倍夫を2証人への偽証強要罪に問うことを仄めかしさえした。3月11日 高松高裁に即時抗告、12月24日 高松高裁は即時抗告を棄却。翌日、最高裁に特別抗告、1964年（昭和39年）9月29日 最高裁は特別抗告を棄却。
1966年（昭和41年）11月30日、茂子が仮出所。通常、模範囚は刑期の1/3ほどで出所する。刑務所長も認める折紙付きの模範囚であった茂子が13年の刑期で10年3ヶ月も出所が許されなかったのは「改悛の情がない」という理由からだった。
出所の前に、管轄する東京保護観察所は「出所に関する打ち合わせ」と称して茂子の親族を数度訪れ、報道陣を呼ばないように、更に渡辺倍夫を迎えに来させないように働きかけた。茂子の刑務所からの出所の仕方も異様だった。彼女は出所の5日前に突然和歌山刑務所から栃木刑務所に移送され、更に、関係者に通知された出所の時間より早く、裏口からそのまま東京保護観察所に自動車移送された。表門で待つ渡辺倍夫や親族・瀬戸内晴美等の支援者・弁護士達・報道陣はそれを知って慌てて東京へ急いだ。東京保護観察所に移送された茂子は「再審請求はしない」という誓約書に署名させられた。
管轄を越えた複数の刑務所・保護観察所が見せたこの見事な連携から、法務省をあげてこの事件の再審を全力で阻止しようとしたことが窺える。
1968年（昭和43年）9月17日 茂子の刑期が満了。同年10月14日 徳島地裁に第4次再審請求。1970年（昭和45年）7月20日 徳島地裁は再審請求を棄却。茂子は深く落胆し失望した。
1975年（昭和50年）12月 茂子、徳島へ戻る。地元の女性達の視線の冷たさに茂子は萎縮した。
このころ、仙台の弘前大学教授夫人殺人事件・山口の加藤老事件・青森の米谷事件等3つの冤罪事件が相次いで再審開始決定や無罪判決が出た。
日本国民救援会徳島県本部長となった渡辺倍夫とその仲間達は躊躇する茂子を励まし、1977年（昭和52年）10月30日 日本国民救援会徳島県大会で支援を正式決定。茂子は演壇に立ち「私は無実です。どうか皆様、私を助けて下さい。お願いします」と震えながら挨拶。押し寄せた報道陣のカメラのフラッシュの前で立ちすくみ、そして泣いた。
1978年（昭和53年）1月31日 徳島地裁に第5次再審請求。再審を求める会・救援会などは活発な支援活動を行い、茂子も活動に積極的に参加した。街頭署名に立つ小柄な白髪の茂子の姿に街往く多くの女性も目を留めた。
1979年（昭和54年）5月 茂子、ガンで入院。万一を考え、同年11月8日 茂子の姉妹弟が茂子に代わって再審の継承を申請。同月15日 徳島地裁はこれを認めた。茂子は半ば昏睡状態でそれを聞き、その夜絶命した。
1980年（昭和55年）12月13日 徳島地裁は再審を決定。茂子の死から1年後だった。検察は即時抗告、1983年（昭和58年）3月12日 高松高裁は検察の抗告を棄却。高松高検は特別抗告を断念、再審が開始された。
1985年（昭和60年）7月9日 徳島地裁は“死後再審による無罪”を宣言。茂子の死から6年後、事件発生から31年後だった。
（このパラグラフにおける事実部分の出典は記事「徳島ラジオ商殺し事件」の参考文献と同じ。）
- 3月27日 婦人団体連合会（婦団連）、安保条約改定反対を声明。
- 3月29日 - 全国家庭科教育協会、高等学校「女子に家庭科4単位必修とすることの必要」について決議し、請願書提出。
- 3月- BOAC日本人スチュワーデス殺害される。重要参考人のベルギー人神父が母国に帰国、捜査難航の末に迷宮入り。
- 3月- 資生堂、男性化粧品「フォアメン」を発売。
- 3月- アメリカのマックスファクター社日本進出、化粧品界初のメイクアップ・キャンペーンを行う。

## 4～6月
- 4月1日-8月22日 全繊同盟（現・UIゼンセン同盟）、平均2000円の賃上げ・15歳試用従業員6000円・18歳従業員8500円の最低賃金制を要求して争議、ほぼ要求通りで妥結。
- 4月10日 皇太子明仁親王（当時）・正田美智子（当時）との結婚パレードのテレビ中継、テレビ視聴者約1500万人といわれる。
- 4月15日 ガンと戦う婦人の集い、日本対ガン協会主催
- 4月16日 国民年金法公布、母子寡婦年金および母子福祉年金制度など創設
- 4月23日 地方選挙実施、県会議員に37人、5大市議会議員に13人の婦人当選

5大市とは横浜市・大阪市・名古屋市・京都市・神戸市
- 4月24日 第1回職場保育所懇談会世話人会、総評等へ保育所作りの全国的な取り組みを提唱。
- 4月30日 社会教育法一部改正法公布・施行、社会教育団体に補助金交付の道開く。多くの婦人団体「団体を役所の下請にし、自主性を阻害する」と反対。
- 4月 東京都知事選挙で落選した有田八郎、妻が経営する料亭を売却して借金を返済し余生をと考えるが、料亭を盛り立てようとする妻と意見が合わず離婚。
- 4月- 東京丸の内オフィス街で高卒女子の臨時採用が急増、皇太子の結婚にあおられたOLが、結婚の予定がなくても次々に退職していったため。
- 5月11日 「働く婦人の家」落成式、住込みの婦人労働者・子持ちの働く母親の多い機業地である群馬県桐生市に誕生。1960年4月8日 託児所を開設。
- 5月13日 主婦と生活社、労働組合が書記長配転に抗議してストライキ。当社発行の雑誌『主婦と生活』『週刊女性』の不買運動始まる。
- 5月- 全国初の内職巡回指導車、愛知県で。
- 6月2日 大阪大学の望月和子、理論物理学の分野で婦人として初の理学博士に。
- 6月2日 参議院議員通常選挙、婦人8人当選、全国区5、地方区3。投票率女55.24％、男62.56％
- 6月12日 山本建三・喜久枝夫妻、大阪地裁に同じ職場の夫婦異動取り消し訴え。
- 6月12日 警視庁に初の婦人刑事13人
- 6月29日 徳島大学医学部附属病院、既婚の看護婦5人に対し常勤から非常勤に変わるよう通告、人権無視で提訴を準備中に病院側が撤回。
- 6月- 苫小牧市職員組合、女子職員の結婚定年制の撤回を求めて争議。
- 6月- 梅棹忠夫「妻無用論」を発表、雑誌『婦人公論』6月号で。

## 7～9月
- 7月4日 東京都、民生局児童婦人部を改組して婦人部を独立させる。女性の声を都政に反映させることが目的。
- 7月11-12日 国際社会民主主義婦人会議第6回総会、ハンブルクで、田中寿美子参加。
- 7月12日 日本母親大会福島県大会の決議項目に安保改定反対が含まれていたことで、2万円の補助金を出している福島県議会・教育委員会は問題として実行委員を呼び叱責。
- 7月20日 安保改定に反対する母と娘の大集会、提灯デモ、1000人参加。
- 7月20-24日 世界有職婦人クラブ大会、パリで。北野とみ出席。働く女性の地位向上・同一賃金確保など討議のテーマ。
- 7月24日 児島明子、ミス・ユニバース世界第1位に。
- 7月26日 島根県連合婦人会、原水協は政治的傾向があるとの理由で脱退。
- 7月- ペンゾール中毒問題化

東京下町の零細企業や内職者の間でサンダル等ビニール製品の接着作業が盛んになるにつれ、特殊ゴム糊の中のペンゾールによる中毒が広まりはじめ、1958年暮から1959年にかけ女性2名が浅草寺病院で死亡して、世間の注目をひき始めた。労働基準法では、その危険性のために婦人・年少者は使用できず、通常でも使用する作業時間が制限されているが、安価・速乾性のため危険性を無視して内職者の間で使用されていた。
- 8月11日 自民党7役会議、「母親大会は国際共産主義につながり反政府活動をめざすもの」との理由で、PTA・各地方自治体は補助金を打切るよう地方の党支部に通達。8月20日 「日本母親大会と国内外左翼団体の関連図」を各都道府県支部・報道関係などに配付。運動の”本来の目的”の周知徹底、内部の批判的分子を育てること等を自民党の方針として発表した。母親大会実行委員会はこれに抗議した。
- 8月22-24日 第5回母親大会、参加者3万人。

第1日は都内公会堂で問題別集会、第2日は法政大学で45分科会、第3日は都立体育館で1万名を集めた全体集会。平和問題テーマの特別集会は特に大盛況。
大会宣言「核兵器の国内持込み・海外派兵による徴兵制度の復活・国民の経済生活を圧迫する軍事予算の拡張等多くの問題を含む安全保障条約の改定については、地道な学習活動と改定阻止のための政府への力強い要請をしよう」
- 8月27日 新潟国立高田病院（現・国立病院機構新潟病院）看護婦出産制限問題

国立高田病院では、3年前から既婚の看護婦の通勤を認める代りに出産基準を設け、産休90日間・産児制限失敗時は中絶することとなっており、既婚者は出産の機会が6年に1度しかないことになっていた。たまたま中絶を命ぜられた1看護婦が全日本国立医療労働組合に投書したためこの問題が社会に知られるようになり、法務局や人権擁護委員会も調査に乗り出した為、病院側はこの制限を撤廃した。
- 8月 公団住宅保育所連絡協議会結成、働く母の会が呼びかけ、東京で。
- 9月10日 福岡の主婦、炭鉱失業者救済の"黒い羽根"募金運動を提唱、県下各団体が街頭募金を開始。8月には戦後最大の労働争議と云われた三井三池争議が始まっている。
- 9月20-21日 「本を読む母親の全国集会」、長野市で、約6,000名参加、その内300名以上は東北から関西までの他府県からの参加者。

長野県のPTA母親文庫誕生10周年を記念したもの。長野県立図書館・県図書館協会・県教育委員会・県PTA母親協議会など主催。県立図書館長叶沢清介はPTA母親文庫の生みの親。
東京から作家や評論家を招き、漫画や週刊誌等の児童への影響・家庭育児の問題・婦人のあり方・農村と都市の母親たちの違い等について話し合った。
- 9月22日 母親連絡会、伊藤吉春氏を励ます会開催。伊藤は東京都北区立堀船小学校の校長。教師の勤務評定を提出しなかったため懲戒免職となった。
- 9月23日 主婦連、ガス料金値上げ反対を通産省に陳情。
- 9月- 全繊同盟綿紡部会、お茶くみなどのサービス労働廃止月間を展開。

## 10～12月
- 10月1日 呉羽紡績（現・東洋紡）労働組合、従業員寮での食事改善要求を認めさせる。主食は米85対麦15に、外米は不可に。
- 10月8日 東京都議会、婦人更生資金貸付条例一部改正案を可決。売春防止法による更生婦人が結婚する際に支度金を貸付。
- 10月12-17日 ILO第1回婦人労働専門家会議、ジュネーヴで、日本から2人出席。
- 11月6日 東急労働組合、バス車掌の不足金弁納制度を廃止させる。
- 11月7日 総評婦人対策部、「合理化政策と失業をはねかえし生活と権利を守る集会」、福岡県田川市で。
- 11月8日 働く婦人の保育所要求大会、大阪で。
- 11月20日 緑のおばさん814人就労、東京都で。児童の交通安全と未亡人の失業対策として。
- 11月20日 私鉄総連関東地方連合会、バス車掌の不足金弁納制を阻止する実力行使。
- 11月21日 第2回安保反対母と娘の大集会、人権を守る婦人協議会主催、1300人参加。
- 11月25日 地婦連、競輪の即時廃止を陳情。
- 12月1日 消費者米価値上げ反対・生活を守る中央婦人集会、13団体500人参加。
- 12月1-7日 労働省婦人少年局主催で労働者家族福祉運動、労働者家族の福祉向上と円滑な家庭管理の推進が目的、以後毎年開催。
- 12月2日 安保改定阻止母親大会、母親アピールを発表。
- 12月3-4日 第5回農協婦人大会、テーマ「みんなの力で暮らしをよくするには」、300人参加。
- 12月6日 安保体制打破全道婦人集会、札幌で。深尾須磨子参加で女性ばかりのデモ、2000人参加。
- 12月10-12日 軍縮のための世界婦人集会、スウェーデンで、小笠原貞子ら参加。12月27日 帰国報告会。
- 12月26日 全国の地方自治体でホームヘルパー制度が発足、在宅老人福祉事業として。

## この年
- 三池炭鉱主婦会、ストライキ反対商店の不買運動など。

三井三池争議では主婦会の活躍が目覚ましく、1世帯1万円生活設計等で長期の闘争を支え、主婦達が集会・デモ・教育宣伝活動等にも積極的に参加した。ストライキ反対商店の不買運動の活動もその一つ。
- 不況の炭鉱街で主婦の身売りが目立つ。
- 総理府、全都市勤労世帯の家計調査報告、エンゲル係数39.8％、戦後初めて40％を割る。
- 文部省、児童・生徒体力調査結果発表「13歳頃までは女子の発育が男子に勝る」。
- 人口問題審議会、初の「人口白書」発表。人工妊娠中絶が多い。
- 婦人団体等による不良週刊誌追放の動き各地に起こる。「読ませない」運動から「買わない」運動へと方針を強化。
- 東京都内職公共職業補導所、内職の実態発表、内職者の95％が婦人、1日100～150円 。
- 皇太子の結婚でミッチー・ブーム。白いコート・テニスウェア・毛皮のストール・ヘアバンド等が流行。